# Enfermedad renal crónica del gato
La enfermedad renal crónica del gato (ERC) -también llamada insuficiencia renal crónica (IRC) o insuficiencia renal crónica en la literatura más antigua- es una enfermedad incurable y progresiva que se caracteriza por una disminución gradual del número de nefronas, lo que lleva a una disminución de la función renal (insuficiencia). Es una de las causas más comunes de muerte en gatos domésticos de edad avanzada. En la literatura actual, se prefiere el término "enfermedad renal" al de "insuficiencia renal", ya que la enfermedad progresa inicialmente sin que se produzca un deterioro apreciable de la función renal. Como resultado del diferente tipo de nutrición y de las peculiaridades metabólicas resultantes, el cuadro clínico y el tratamiento difieren en parte significativamente de la enfermedad renal crónica humana.
La enfermedad renal crónica se produce en los gatos como resultado de la inflamación de los túbulos renales y del tejido intersticial sin una causa identificable (nefritis túbulointersticial idiopática). Los principales síntomas son la pérdida de apetito, el aumento de la toma de agua y por tanto de orina, la fatiga, los vómitos y la pérdida de peso. 
La enfermedad renal crónica en los gatos se divide en cuatro etapas principales en función de la concentración de creatinina en el plasma sanguíneo, que a su vez se subdividen según el cociente proteína-creatinina en la orina y la presión arterial.
El tratamiento se basa principalmente en la reducción del contenido de proteínas y fosfatos de la dieta a las necesidades básicas ("dieta renal"). Además, los numerosos síntomas secundarios derivados de la disfunción renal, como las alteraciones del equilibrio hídrico, electrolítico y ácido-base, el aumento de la presión arterial, la anemia y los trastornos digestivos, se tratan con medicamentos. Con la detección y el tratamiento tempranos, se puede ralentizar la progresión de la enfermedad, mejorar la calidad de vida y aumentar la esperanza de vida de los animales.

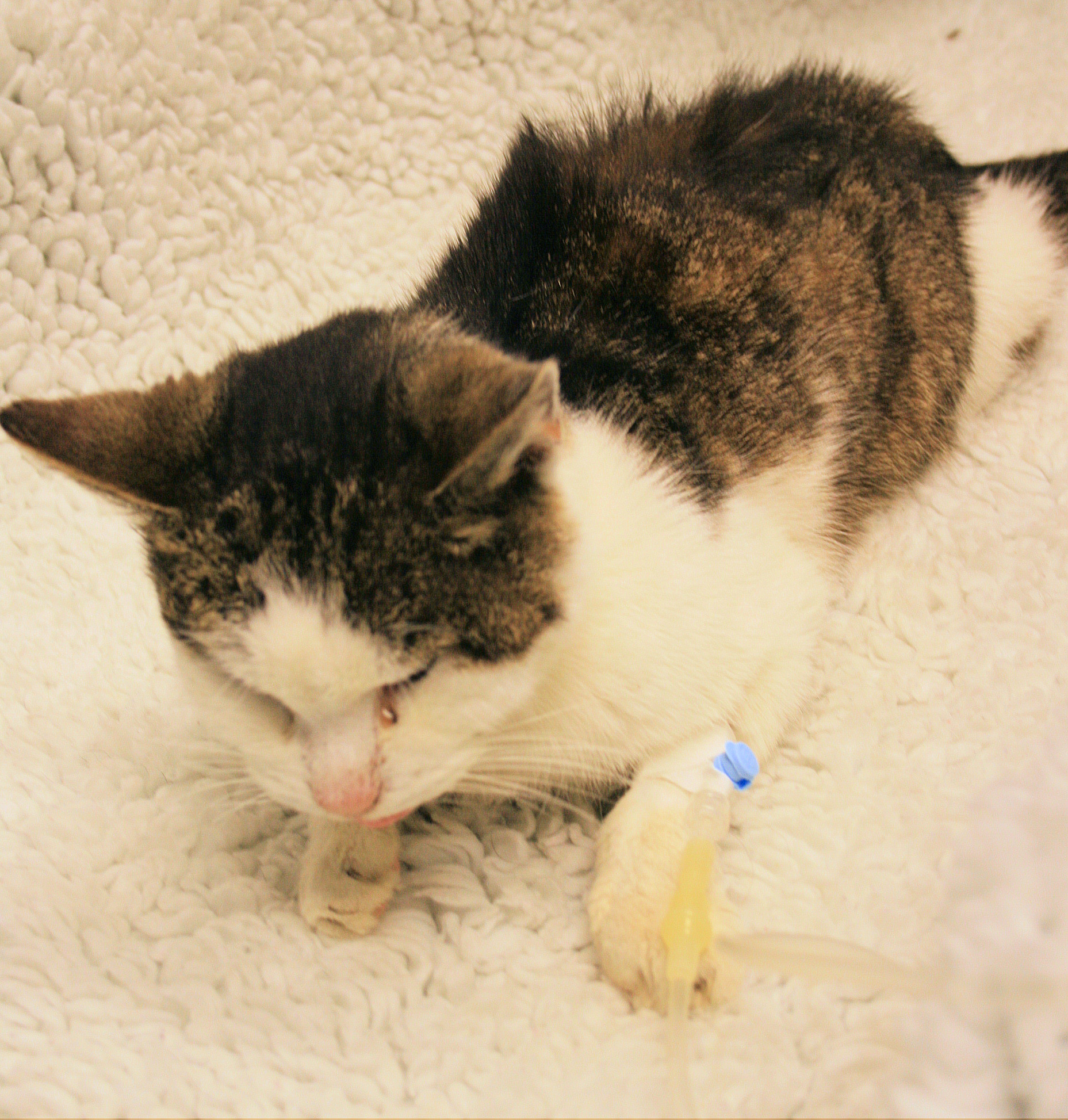
Gato con enfermedad renal crónica y síntomas típicos: agotamiento, emaciación y pelaje apagado y desgreñado.

## Fundamentos fisiológicos
El riñón es un órgano vital con diversas tareas. Desempeña un papel importante en el mantenimiento del equilibrio hídrico, electrolítico y ácido-base, en la excreción de productos de desecho metabólicos tóxicos como la urea, y en la recuperación de sustancias valiosas como la glucosa, los aminoácidos, los péptidos y los minerales que se filtran inicialmente de la sangre durante la ultrafiltración en los corpúsculos renales. Además, los riñones metabolizan y descomponen las sustancias endógenas y exógenas, por lo que el riñón es un órgano metabólico central junto con el hígado. Por último, algunas sustancias hormonales activas, como la renina, la eritropoyetina y el calcitriol (forma activa de la vitamina D3), se producen en el riñón. Así, el órgano desempeña un papel importante en la regulación de la presión arterial, la eritropoyesis, el equilibrio del calcio y el fósforo y, por tanto, el metabolismo óseo.

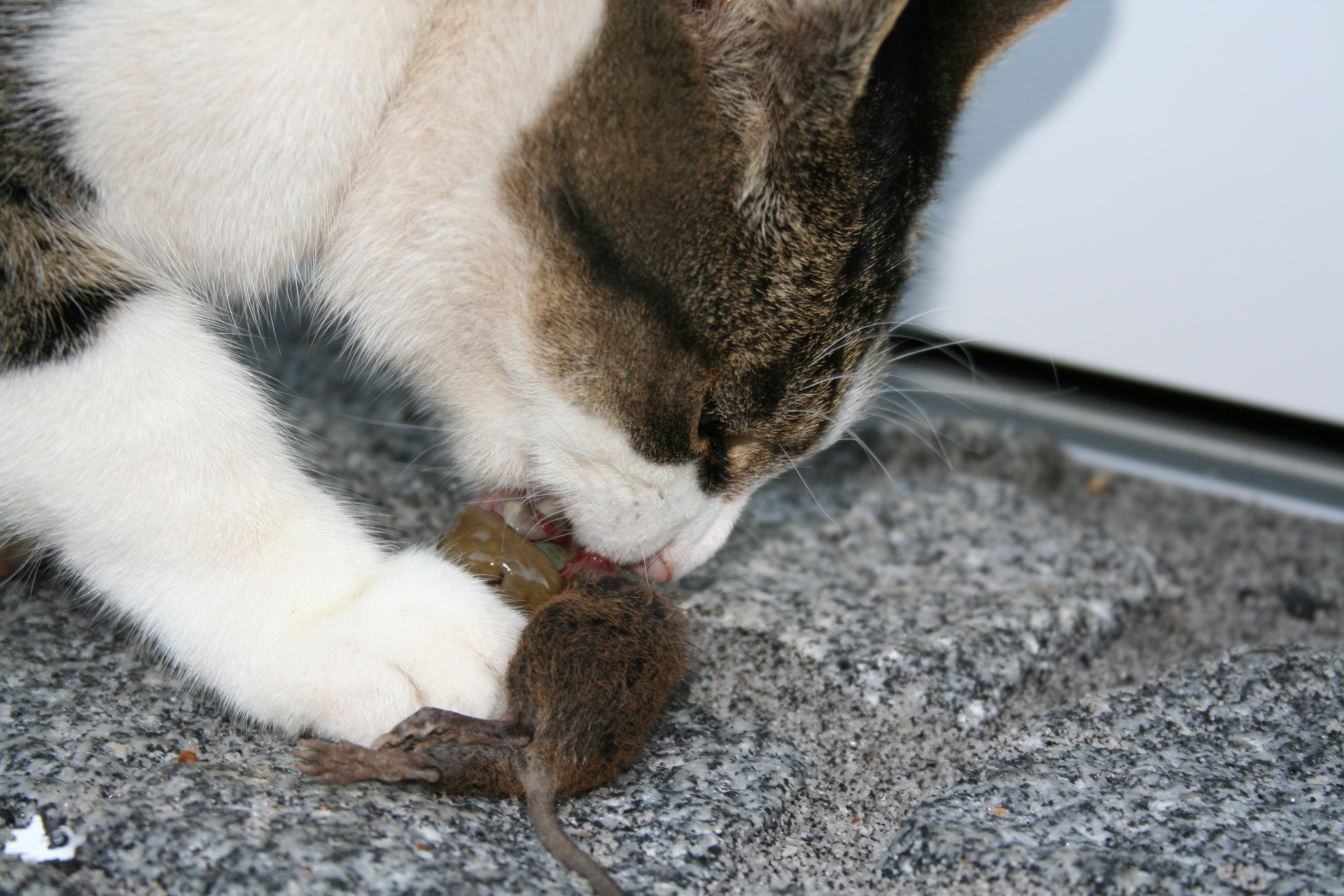
Los gatos son carnívoros.

Como carnívoros, los gatos dependen especialmente del suministro de proteínas animales porque la fuente de energía más importante para ellos es la formación de glucosa a partir de aminoácidos. Las enzimas de degradación de aminoácidos están adaptadas a la alta ingesta de proteínas y su actividad es en gran medida independiente del suministro de proteínas en la dieta, por lo que los gatos degradan las propias proteínas del cuerpo (especialmente de los músculos) en caso de ingesta insuficiente de proteínas (estado metabólico catabólico).
La carne y las vísceras también contienen nutrientes vitales para los gatos, como la vitamina A, la taurina y el ácido araquidónico. En comparación con la dieta normal de un ser humano, los gatos consumen alrededor de seis veces más fosfato dietético con la comida comercial para gatos.  Esto hace que sea difícil lograr una reducción de fósforo en los alimentos para gatos similar a la que se persigue en la medicina humana para las dietas renales humanas.

## Base fisiopatológicas

Procesos básicos de transporte en la nefrona

Los síntomas de la enfermedad sólo aparecen en una fase avanzada, cuando ya se ha perdido más de dos tercios de la función renal original. Esto se debe a los propios mecanismos de compensación del organismo y a la capacidad de reserva del riñón, que puede compensar la reducción de la función renal durante mucho tiempo y mantener la excreción de sustancias que tienen que ser excretadas por orina. Con la pérdida de nefronas funcionales -la unidad funcional del riñón- la capacidad de filtración de los corpúsculos renales (tasa de filtración glomerular) disminuye y con ella la capacidad de excreción de sustancias que han de ser excretadas por la orina.
El aumento de los niveles de urea en la sangre (uremia) provoca náuseas y vómitos por diversos motivos. En primer lugar, irritan directamente los quimiorreceptores de la zona gatillo quimiorreceptora en el cerebro. En segundo lugar, aumentan la secreción de gastrina,produciendo un aumento de la formación de ácido gástrico y, por tanto, a la acidificación del estómago. Por último, provocan una inflamación vascular (vasculitis urémica), que provoca más daños en el tubo digestivo.
Como consecuencia de la acumulación de fosfato en la sangre (hiperfosfatemia) y la menor formación de calcitriol en el resto de los túbulos renales, se produce un descenso del nivel de calcio en sangre (hipocalcemia) y se libera más hormona paratiroidea o paratohormona por la glándula paratiroides. La enfermedad renal crónica provoca una hiperfunción paratiroidea (hiperparatiroidismo renal secundario) en el 84 % de los casos.
Entre otras cosas, la hormona paratiroidea provoca la liberación de calcio y fosfato de los huesos, lo que en última instancia provoca trastornos óseos relacionados con el riñón y la calcificación de los riñones, la piel, el corazón y los vasos sanguíneos. En los riñones, esta calcificación contribuye a una mayor destrucción del tejido renal. La reducción de la capacidad de respuesta de las células paratiroideas al calcio interrumpe el circuito de retroalimentación negativa de la secreción paratiroidea, de modo que ésta sigue siendo secretada a pesar del aumento de los niveles de calcio. Dado que llega menos fosfato a los túbulos renales debido a la reducción de la tasa de filtración, el efecto inhibidor de la hormona paratiroidea sobre la recaptación en el cuerpo principal sólo tiene un pequeño efecto sobre el nivel de fosfato en sangre.
La pérdida de nefronas y la disminución asociada del número de canales de sodio conduce a una disminución del gradiente de concentración en el riñón. Sin embargo, ésta es la fuerza motriz para la recuperación de agua en la pieza media y, en presencia de ADH, también en los tubos colectores. El resultado es una pérdida de agua a través de la orina y, por tanto, una deshidratación del organismo, que se ve agravada por la pérdida de líquido durante los vómitos.
Una de las consecuencias de la reducción de la capacidad de los riñones para excretar iones de hidrógeno, fosfato y sulfato y de la pérdida excesiva de bicarbonato es la acidosis metabólica de la sangre. La acidosis metabólica se produce en el 80 % de los gatos con enfermedad renal crónica.
Con el aumento del daño renal, también se deteriora la autorregulación del flujo sanguíneo renal, que normalmente garantiza que el flujo sanguíneo y, por tanto, la capacidad de filtrado sean independientes de la presión arterial general hasta un umbral de 60 mm Hg. Como resultado, el rendimiento renal se reduce a baja presión arterial y, en el caso de la presión arterial alta, a menudo asociada a la enfermedad renal crónica, se producen daños adicionales debido a la sobrecarga de presión de los corpúsculos renales. El aumento de la presión arterial se produce como consecuencia del endurecimiento de los vasos sanguíneos en la zona de los corpúsculos renales, la reducción de la formación de prostaglandinas vasodilatadoras y la activación del sistema renina-angiotensina-aldosterona.

## Incidencia y causas

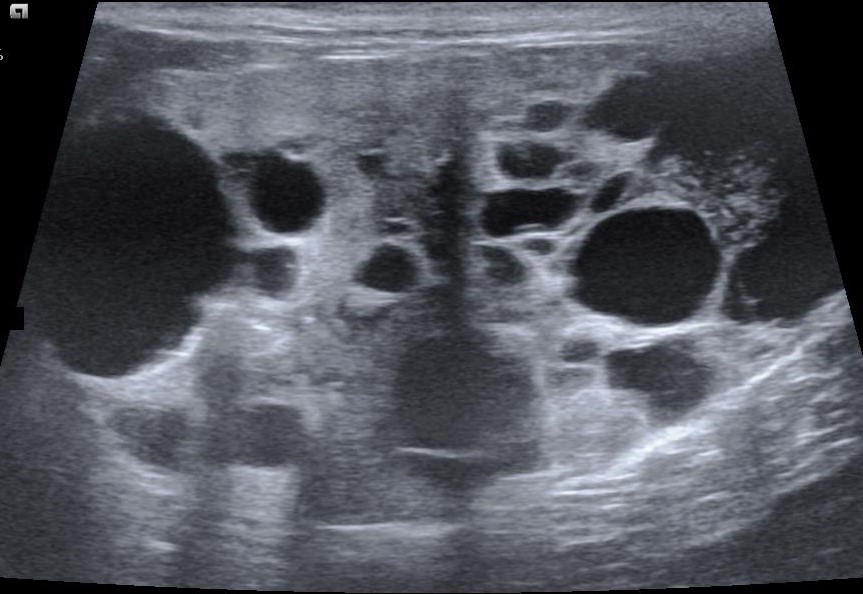
Riñón quístico en la imagen de ultrasonido

La enfermedad renal crónica es una de las causas más comunes de muerte en los gatos domésticos de edad avanzada. Sin embargo, en muchos animales la enfermedad queda inicialmente sin diagnosticar porque los signos clínicos suelen estar ausentes en las primeras fases de la enfermedad renal crónica debido a la capacidad de reserva del riñón y a que no se dispone de pruebas de diagnóstico suficientemente sensibles para su uso rutinario. Los datos sobre la incidencia de la enfermedad en gatos son contradictorios y oscilan entre el 1,6 y el 20 %. La enfermedad renal crónica es más común en los gatos más viejos: Más del 50 % de los gatos afectados tienen siete años o más y el 30% de todos los gatos de más de 9 años muestran niveles elevados de compuestos nitrogenados en sangre (azoemia). Sin embargo, la enfermedad puede aparecer a partir de los 9 meses de edad. Se ha comprobado la predisposición a la enfermedad de algunas razas como el Maine Coon, el Abisinio, el Siamés, el Azul ruso y el Birmano.
Dado que los riñones tienen una gran capacidad de reserva y las manifestaciones clínicas sólo se producen cuando se han perdido dos tercios de la función renal original, los factores desencadenantes dañan ambos riñones.
La enfermedad renal crónica en el gato es una nefritis túbulointersticial idiopática, es decir, una inflamación de los túbulos renales y del tejido intersticial renal sin una causa identificable. Además del daño que esta enfermedad primaria ejerce directamente sobre el tejido renal, se produce una destrucción adicional, parcialmente autosostenida, del tejido renal funcional como resultado de la activación de mecanismos de reparación endógenos, como la formación de tejido conectivo. La reducción de la capacidad del riñón para excretar sodio y agua provoca una retención de estas sustancias y, por lo tanto, un aumento del volumen sanguíneo, lo que en última instancia conduce a un aumento de la presión arterial. Aproximadamente dos tercios de todos los gatos con ERC están afectados. A su vez, la hipertensión arterial provoca un aumento de la formación de tejido conectivo. La deficiencia de potasio o el exceso de calcio  también provoca un mayor daño en el tejido renal. 
| Causa                                         | Observaciones |
| --------------------------------------------- | --- |
| Daños a los corpúsculos renales.              | |
| glomerulonefritis crónica                     | inflamación de los corpúsculos renales |
| gloméruloesclerosis                           | endurecimiento de los corpúsculos renales debido al crecimiento del tejido conectivo |
| Daños a los túbulos renales                   | |
| nefritis túbulointersticial idiopática (ERC)  | inflamación de los túbulos renales y del estroma |
| pielonefritis crónica                         | inflamación de la pelvis renal que involucra el tejido renal. |
| nefrocalcinosis                               | daño renal debido al exceso de calcio en la sangre |
| nefropatía hipopotasémica                     | daño renal debido a la falta de potasio en la sangre |
| nefritis granulomatosa                        | inflamación nodular de los riñones, en gatos principalmente como resultado de peritonitis infecciosa felina (PIF)                                                                                     |
| tumores renales                               | en particular, los linfomas malignos, otros tumores como el cáncer de riñón, los carcinomas de células de transición, los nefroblastomas y los hemangiosarcomas no suelen presentarse en ambos lados. |
| amiloidosis renal                             | depósitos patológicos de proteínas, frecuentes en gatos abisinios y de patas negras |
| poliquistosis renal                           | formación de quistes hereditarios en gatos persas |
| Daños en el tracto urinario                   | |
| cálculos renales                              | depósitos de concreciones en el tracto urinario |
| hidronefrosis                                 | “riñón en saco” por retención urinaria |
| agrandamiento perirrenal                      | sólo si es bilateral: quistes, hematomas, pseudoquistes y otras masas alrededor del riñón |
| infestación por gusanos renales               | infestación por Dioctophyma renale, rara y encontrada solo en el sur de Europa, Asia y América del Norte                                                                                              |
| Daños resultantes de enfermedades vasculares. | |
| hipertensión arterial                         | presión arterial alta general |
| hipertensión glomerular                       | presión arterial alta en los corpúsculos renales. |
| coagulopatía intravascular diseminada         | coagulación de la sangre dentro de los vasos sanguíneos. |

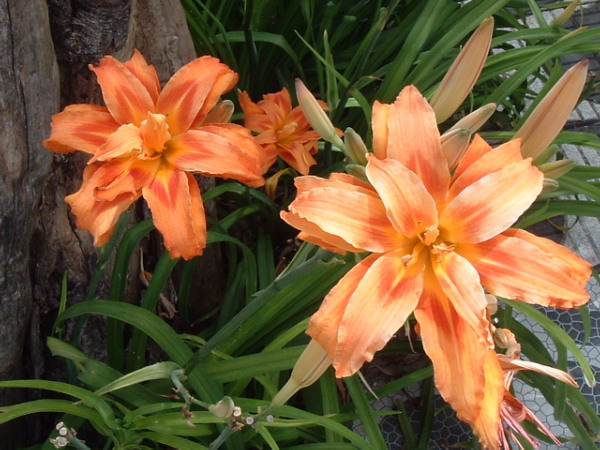
El lirio de día amarillo- rojo: una planta ornamental popular con alta toxicidad renal en gatos

Otras enfermedades también pueden desencadenar una disfunción renal, por ejemplo, infecciones, enfermedades autoinmunes, intoxicaciones o tumores. Prácticamente toda infección o también un lupus eritematoso puede provocar el depósito de complejos inmunes antígeno-anticuerpo en la membrana basal de los corpúsculos renales y, por tanto, su lesión. Muchos tipos de lirios, el etilenglicol, la melamina, el ácido cianúrico y algunos metales pesados (cadmio, plomo, mercurio) tienen un fuerte efecto tóxico sobre los riñones (toxicidad renal). Pero también muchos fármacos como la anfotericina B, el colecalciferol, la doxorrubicina, las polimixinas, los aminoglucósidos y numerosos antiinflamatorios no esteroideos (→ nefropatía por analgésicos) también pueden causar daño renal.

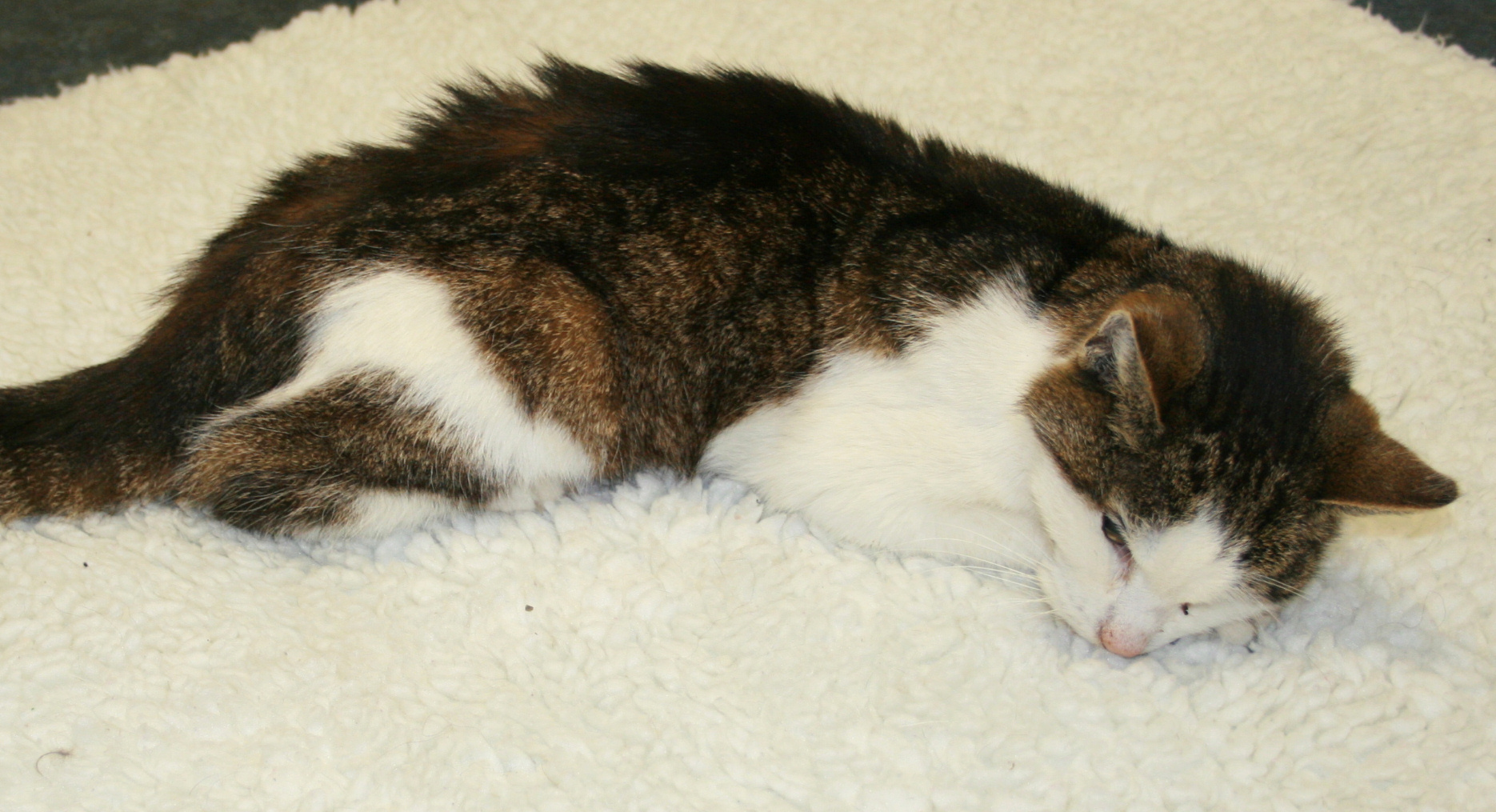
Gato apático con mal estado general - típico de la enfermedad renal crónica

## Síntomas
Los principales síntomas de la enfermedad renal crónica en los gatos son anorexia, aumento de la bebida (polidipsia), aumento de la micción (poliuria), apatía, vómitos y pérdida de peso. Además, como consecuencia de la uremia, puede producirse diarrea, inflamación de la membrana mucosa de la boca (estomatitis) con la formación de úlceras, el aumento de la salivación (sialorrea) y el mal aliento (halitosis). También hay otros posibles efectos secundarios como un aumento de la presión arterial (hipertensión) con daños en el ojo (fondo de ojo hipertono: retinopatía hipertensiva), anemia, picor, deshidratación, calcificación de los tejidos blandos, hemorragias y retención de agua en los tejidos (edema).  La uremia de alto grado también puede causar manifestaciones neurológicas como letargo, convulsiones, delirio, coma, movimientos anormales y trastornos musculares (miopatías).

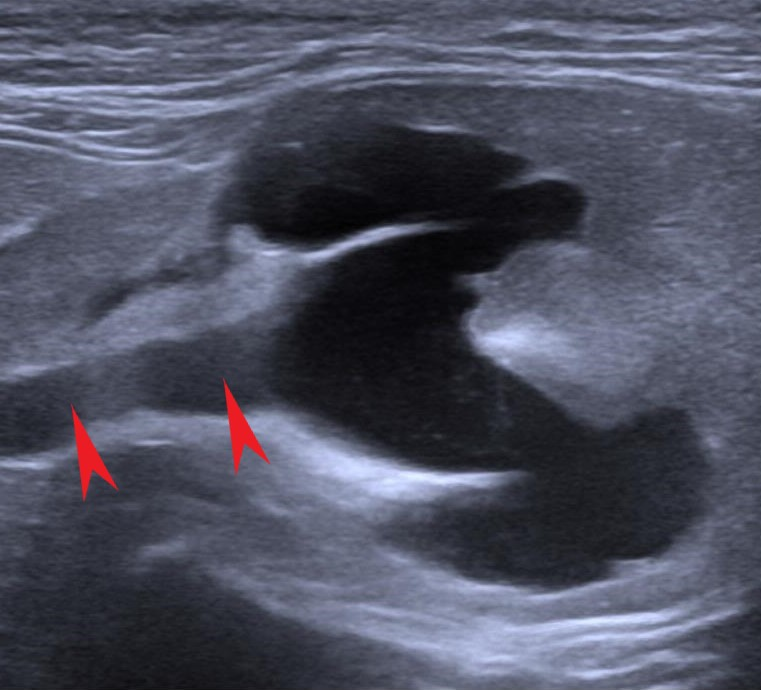
Imagen de ultrasonido de hidronefrosis en un gato. Las flechas apuntan al uréter dilatado.

Por lo general, los síntomas, a diferencia de la insuficiencia renal aguda, se producen gradualmente a lo largo de semanas, meses o incluso años, y el estado general es malo. Además, la insuficiencia renal aguda se caracteriza inicialmente por una menor producción de orina. Sin embargo, una enfermedad renal crónica de grado bajo o moderado existente suele empeorar repentinamente por un evento agudo ("exacerbación") y, por tanto, se convierte en algo llamativo para el propietario del gato.
Este puede ser el caso, por ejemplo, si un riñón ya se ha convertido en un riñón atrófico no funcional debido a la retención de orina y, de repente, el segundo se hincha de forma aguda debido a la retención de orina (hidronefrosis) y se daña ("síndrome del riñón grande-pequeño") o si se está tratando una tiroides hiperactiva y, por tanto, la tasa de filtración glomerular se reduce repentinamente.
Mediante la palpación, se puede comprobar si los riñones son dolorosos, si tienen firmeza (consistencia), si están agrandados o reducidos y si hay cambios en la estructura de la superficie. El riñón sano mide unos 4 cm de largo, 3 cm de ancho y 2-3,5 cm de grosor. En la forma más común, ERC a causa de una nefritis tubulointersticial, los riñones suelen tener un tamaño reducido y una superficie irregular; en el caso de los tumores o la pielonefritis, pueden estar agrandados y ser dolorosos. Dado que el grado de pérdida de proteínas a través de la orina está directamente relacionado con el aumento de la presión arterial, tiene sentido medir regularmente la presión arterial.

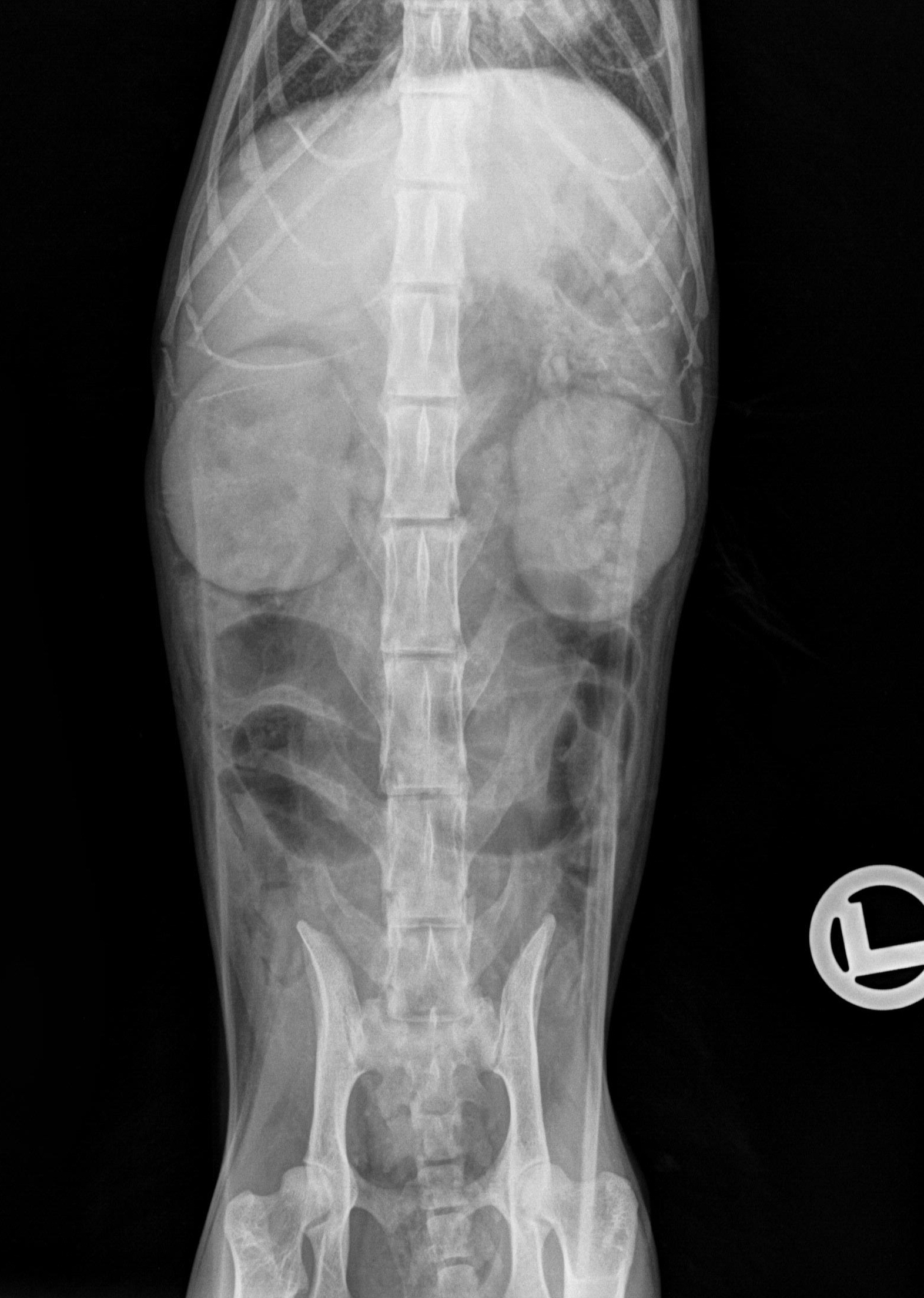
Urografía: Captación difusa de medio de contraste en los riñones en un gato con ERC de alto grado.

Las radiografías pueden mostrar cambios en el tamaño, la densidad y la posición de los riñones, así como algunos cálculos renales (los de estruvita y oxalato cálcico son "radiopacos") y calcificaciones de los tejidos blandos. Sin embargo, en gatos muy demacrados o con acumulaciones de líquido en el espacio retroperitoneal, el riñón sólo puede mostrarse de forma limitada en la radiografía debido a la consiguiente reducción del contraste. La urografía excretora, en la que se inyecta un medio de contraste radiopaco (por ejemplo, iopamidol, iohexol) en el torrente sanguíneo y se registra radiográficamente su excreción por los riñones, tiene un mayor valor diagnóstico. Esto permite detectar trastornos circulatorios, trastornos funcionales de los corpúsculos renales y obstrucciones de las vías de drenaje.

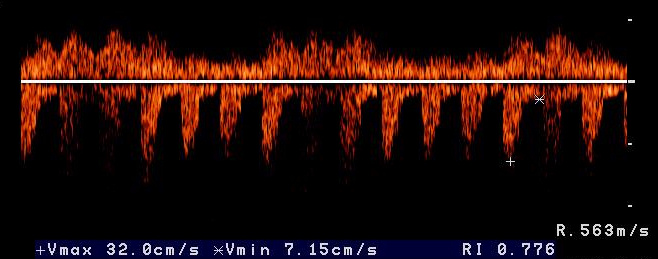
Doppler PW (Pulsed-Wave-Doppler, Doppler de onda pulsada): índice de resistencia aumentado

La ecografía permite mostrar con más detalle los cambios morfológicos de los riñones. Además de los cambios de tamaño y forma, también pueden visualizarse quistes renales, daños localizados (focales) en los órganos, riñones con bolsas de agua y congestión urinaria, así como tumores. Los cambios orgánicos poco definidos (difusos) se acompañan de cambios en la ecografía pero rara vez pueden asignarse a enfermedades concretas. El Doppler de onda pulsada también puede utilizarse para detectar trastornos circulatorios.
La biopsia renal no se utiliza de forma rutinaria pero puede estar indicada en caso de que se tengan ciertos informes preliminares, por ejemplo, en el caso de un gato abisinio joven con síntomas de enfermedad renal para detectar amiloidosis. La tomografía computarizada y la resonancia magnética tienen una muy buena capacidad para detectar detalles pero sólo desempeñan un papel menor en la medicina veterinaria debido a su alto coste y a su limitada disponibilidad.

## Diagnóstico de laboratorio

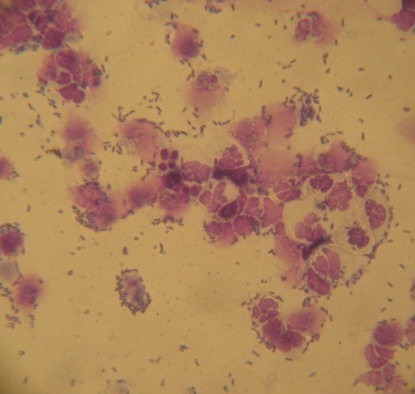
Bacterias en sedimento urinario en un gato con pielonefritis.

El análisis de orina es esencial en la enfermedad renal crónica del gato. Con tan sólo dos tercios de las nefronas dañadas, se reduce la capacidad de concentrar la orina y el peso específico cae por debajo de 1030 N/m³. La pérdida de proteínas a través del riñón se detecta mediante un aumento de la relación proteína-creatinina urinaria, ya que las muestras de recogida cada 24 horas no son prácticas en los gatos. La relación proteína-creatinina es un buen marcador para la detección precoz de la ERC, ya que revela la disfunción renal antes de que se eleve la creatinina en sangre. En el sedimento de orina también se pueden detectar la presencia de túbulos renales, o bacterias o pus en el caso de la inflamación bacteriana crónica de la pelvis renal. La detección de pequeñas cantidades de albúmina (< 300 mg/l,microalbuminuria) es muy sensible pero poco específica para la enfermedad renal crónica.
| parámetro                 | rango de referencia       |
| ------------------------- | ------------------------- |
| creatinina                | < 170 µmol/l (< 2 mg/dl)  |
| dimetilarginina simétrica | < 14 µg/dl                |
| urea                      | 5-11 mmol/l (30–65 mg/dl) |
| fosfato                   | 0,8-1,9 mmol/l            |
| calcio                    | 2,3-3,0 mmol/l            |
| potasio                   | 3,0-4,8 mmol/l            |
| sodio                     | 145-158 mmol/l            |

En el suero sanguíneo suele aumentar el contenido de sustancias nitrogenadas como la urea y la creatinina (uremia o azotemia), así como el fosfato (hiperfosfatemia). El contenido de potasio suele estar reducido (hipopotasemia), pero también puede estar aumentado; lo contrario ocurre con el contenido de sodio. Si la causa de la enfermedad renal radica en los corpúsculos renales, también se produce una deficiencia de albúmina (hipoalbuminemia) y un exceso de colesterol (hipercolesterolemia). La determinación de la cistatina C no se ha evaluado en los gatos. Esta proteína también puede estar elevada en los gatos durante el hipertiroidismo o la administración de glucocorticoides y puede descender bruscamente durante varias horas después de la ingesta de alimentos. Estudios recientes sugieren que la dimetilarginina simétrica es un marcador adecuado de la función renal en los gatos. La concentración sérica de la misma muestra una estrecha correlación con la tasa de filtración glomerular y la concentración de creatinina. Puede detectar ya una pérdida del 40% de la función renal, es decir, antes de que haya un aumento de la creatinina en la sangre.
El método más sensible de diagnóstico de la función renal es la determinación directa de la tasa de filtración glomerular a través del aclaramiento, que ya está reducido en la enfermedad renal crónica antes de que se produzca la azotemia. Se han evaluado varias sustancias para los gatos, siendo las más prácticas la creatinina y el iohexol. La creatina se elimina más lentamente que el iohexol, pero puede determinarse fotométricamente de forma inmediata en muchas consultas veterinarias sin necesidad de un laboratorio especial.
En la enfermedad renal avanzada, el recuento sanguíneo muestra una disminución del número de glóbulos rojos y, por tanto, del hematocrito, sin que se produzcan cambios en la carga de pigmentos de la sangre ni en el tamaño de las células de los glóbulos rojos y sin que haya signos de formación de nuevas células sanguíneas (anemia normocrómica, normocítica, no regenerativa).

## Clasificación
La enfermedad renal crónica en los gatos está actualmente clasificada por la Sociedad Internacional de Interés Renal (en inglés: International Renal Interest Society, IRIS) y adaptada a partir de ella por la Sociedad Europea de Nefrología y Urología Veterinaria en cuatro estadios principales, con la concentración de creatinina en el plasma sanguíneo como criterio principal. Además, se definen subestadios en función del cociente proteína-creatinina en la orina, así como de la presión arterial. La concentración de creatinina en plasma debe verificarse mediante al menos dos mediciones a intervalos de una a dos semanas, y el cociente proteína-creatinina en la orina mediante dos o tres mediciones en un período de dos a cuatro semanas.
| estadio | concentración de creatinina en plasma | Observaciones |
| ------- | ------------------------------------- | --- |
| I       | < 140 µmol/L (1,6 mg/dl)              | sin azotemia, pero con otros resultados renales anormales                                                                    |
| II      | 140-249 µmol/L (1,6-2,8 mg/dl)        | ligera azotemia, los signos clínicos en esta etapa son débiles o nada pronunciados, función renal residual alrededor de 33 % |
| III     | 249-442 µmol/L (2,9-5,0 mg/dl)        | azotemia moderada, los signos clínicos son pronunciados en esta etapa, función renal residual alrededor de 25 %              |
| IV      | > 442 µmol/L (5,0 mg/dl)              | azotemia de alto grado, generalmente acompañada de manifestaciones clínicas graves, función renal residual < 10 %            |

| subetapa | Proporción de proteína - creatinina en la orina | Observaciones                                                                                               |
| -------- | ----------------------------------------------- | --- |
| a        | <0,2                                            | sin pérdida de proteínas a través de la orina                                                               |
| b        | 0.2-0.4                                         | la pérdida de proteínas a través de la orina es cuestionable, debe asegurarse mediante mediciones repetidas |
| c        | > 0,4                                           | pérdida de proteína en la orina (proteinuria)                                                               |

| subetapa | presión arterial en mmHg( sistólica : diastólica) | Observaciones                                                        |
| -------- | ------------------------------------------------- | -------------------------------------------------------------------- |
| 1        | <150: <95                                         | presión arterial sin riesgo de que se produzcan daños en los órganos |
| 2        | 150-159: 95-99                                    | bajo riesgo de que se produzcan daños en los órganos                 |
| 3        | 160-179: 100-119                                  | riesgo medio de que se produzcan daños en los órganos                |
| 4        | > 180: > 120                                      | alto riesgo de daño a los órganos                                    |

## Diagnóstico diferencial
Teniendo en cuenta todos los resultados del examen, la enfermedad renal crónica difícilmente puede confundirse con otra enfermedad. Sólo hay una amplia coincidencia con la insuficiencia renal aguda. En este caso, el curso clínico (ver síntomas) es especialmente adecuado como criterio de diferenciación. Además, en la insuficiencia renal aguda, la presión arterial y el número de glóbulos rojos no se modifican, y el riñón suele estar agrandado y doloroso.
La característica principal para la estadificación, la azotemia, puede tener otras causas, que pueden localizarse "antes del riñón" (prerrenal) o "detrás del riñón" (postrenal). Las causas prerrenales en los gatos son principalmente la pérdida de sangre, la deshidratación, el choque, la insuficiencia cardíaca congestiva, el hipertiroidismo, así como la fiebre o el ejercicio intenso. Las posibles causas postrenales son, además de la obstrucción de las vías urinarias por cálculos o tumores, la rotura de la vejiga urinaria, el uréter o la uretra.

## Tratamiento
Las opciones para la terapia de reemplazo renal son muy limitadas en gatos, ya que los trasplantes de riñón o la hemodiálisis en medicina veterinaria sólo se realizan en casos excepcionales debido a los altos costos técnicos, logísticos y económicos. El objetivo es, por tanto, detectar la enfermedad renal crónica en la fase más temprana posible, cuando el riñón todavía tiene suficiente capacidad de reserva. Al mismo tiempo, se adoptan medidas dietéticas para reducir la cantidad de sustancias urinarias, especialmente los compuestos nitrogenados y el fosfato, en la dieta. Por último, hay que amortiguar los desajustes metabólicos y los síntomas secundarios. Sin embargo, a partir de un nivel de creatinina plasmática de 7 mg/dl (618,8 µmol/l) el tratamiento farmacológico no es muy prometedor.

### Medidas dietéticas
Uno de los problemas de la terapia dietética con dietas reducidas en fosfatos y proteínas es que suelen ser poco apetitosas. Además, los gatos con enfermedad renal apenas tienen apetito y acostumbrarse a un nuevo alimento es aún más difícil debido a la huella negativa: el gato asocia su propio malestar físico con el nuevo alimento. La pérdida de proteínas a través de la orina también crea un balance negativo de nitrógeno, lo que también reduce el apetito. Por último, los animales afectados suelen presentar problemas en el tracto gastrointestinal. En un estudio clínico de Elliott y col. el 34 % de los gatos no cambiaron a la dieta renal y en el caso del estudio de Plantinga y col. supuso incluso el 54 %. Se puede intentar aumentar la aceptación del alimento calentándolo o añadiendo aditivos sabrosos, como zumo de atún o sardinas. Por lo tanto, se recomienda iniciar el cambio de alimento sólo después de que se haya eliminado la uremia y ampliarlo durante tres semanas mediante una mezcla gradual para evitar la aversión al alimento. Para reducir la formación de sustancias urémicas en el tracto gastrointestinal pueden utilizarse absorbentes como el carbón activado o los probióticos. La ciproheptadina o la mirtazapina pueden utilizarse brevemente para aumentar el apetito; si estas medidas no funcionan, puede ser necesaria la alimentación forzada a través de una sonda esofágica o gástrica.

#### Reducción de fosfato
Uno de los principales objetivos en el tratamiento de la enfermedad renal crónica en los gatos es reducir la ingesta de fosfato en la dieta al principio de la enfermedad. Una regla general es reducir el contenido de fosfato a 170 mg/MJ de energía metabolizable (véase energía alimentaria), es decir, a dos tercios de las necesidades de mantenimiento. El alimento comercial para gatos suele contener el doble de las necesidades de mantenimiento, por lo que no debe mezclarse con el alimento dietético. Si los niveles de fosfato en plasma siguen siendo elevados, se puede reducir la absorción intestinal mediante el uso de sales de calcio y quelantes de fosfato como el hidróxido de aluminio, el carbonato de aluminio o el carbonato de lantano. El carbonato cálcico puede compensar la carencia de calcio en las primeras fases pero puede provocar hipercalcemia en las fases avanzadas. Varios estudios han constatado que una reducción del fosfato en la dieta es suficiente para ralentizar la progresión de la enfermedad. Si el estado general sigue deteriorándose con la reducción de fósforo, también debe considerarse la deficiencia de fósforo. Ésta se manifiesta de forma similar a la enfermedad renal crónica: pelaje desgreñado, pérdida de apetito, debilidad, lasitud y anemia. El calcitriol también puede utilizarse para tratar la hiperfunción paratiroidea secundaria, pero sólo si la hormona paratiroidea y los niveles de calcio están controlados.
Existen piensos bajos en fósforos y fosfatos para tratar de sobrellevar este problema

#### Reducción de proteínas
Para combatir la uremia, se puede reducir el contenido de proteínas en el alimento y, por tanto, la cantidad de nitrógeno que se suministra al organismo. Sin embargo, esto sólo es posible de forma limitada en los gatos, ya que su equilibrio energético depende de las proteínas. El contenido de proteína debe ajustarse al requisito de mantenimiento de 15 g de proteína bruta digestible por MJ y nunca debe reducirse por debajo de 11 g/MJ, teniendo en cuenta que la cantidad de proteína declarada en los piensos debe multiplicarse por un factor de 0,86 para obtener la proteína bruta digestible. La proteína animal de alta calidad también reduce la cantidad de compuestos nitrogenados que entran en el intestino grueso y, por tanto, la cantidad de amoníaco producida por los procesos de degradación bacteriana de la microbiota intestinal.

### Tratamiento de los efectos secundarios

#### Deshidración

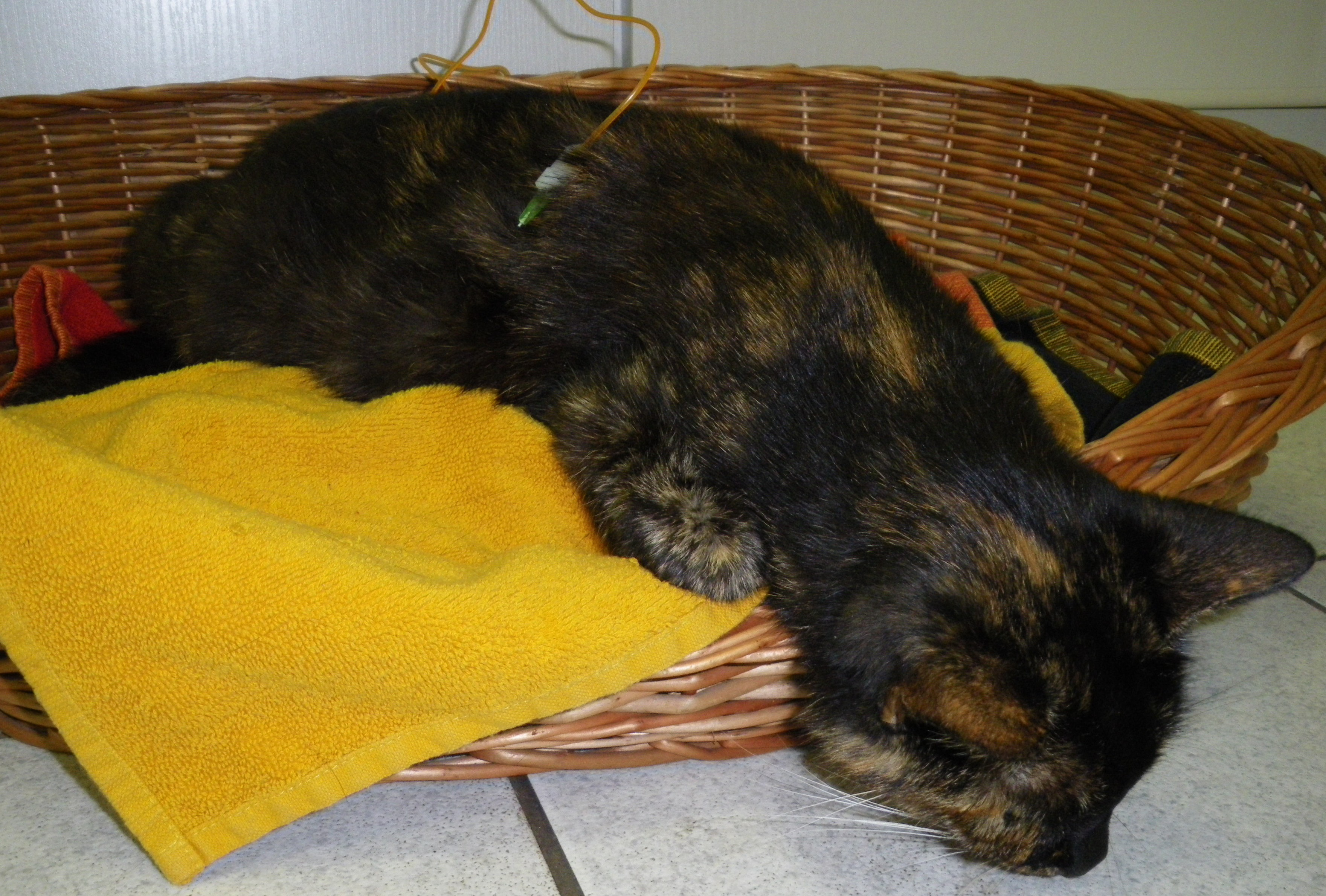
Administración subcutánea de líquidos en un gato

Para combatir la deshidratación, debe proporcionarse suficiente agua potable fresca. También en este caso se puede intentar aumentar la ingesta voluntaria de agua por parte del gato añadiendo caldo de carne o jugo de atún. Si estas medidas no funcionan, se indica a partir del estadio III la administración de soluciones de infusión estériles bajo la piel o a través de una sonda de alimentación.

#### Acidosis metabólica y potasio
El contenido de bicarbonato debería estar idealmente entre 17 y 22 mEq/l. El bicarbonato de sodio o el citrato de potasio se administran para amortiguar, y este último compensa simultáneamente cualquier deficiencia de potasio que pueda existir. Se recomienda una dieta rica en potasio y magnesio, que ya se aplica en la mayoría de las dietas comerciales para riñones. El gluconato de potasio también puede utilizarse para compensar una deficiencia de potasio; el cloruro de potasio, en cambio, suele ser mal aceptado por los gatos y suele provocar alteraciones en el tracto gastrointestinal. Cabe señalar que la hiperpotasemia también puede desarrollarse como resultado de la restricción de la excreción renal en el estadio IV, los inhibidores de la enzima convertidora de angiotensina (IECA) o la falta de aldosterona por deficiencia de renina, por lo que los niveles de potasio deben controlarse regularmente y, en caso necesario, aplicarse también una dieta baja en potasio.

#### Hipertensión

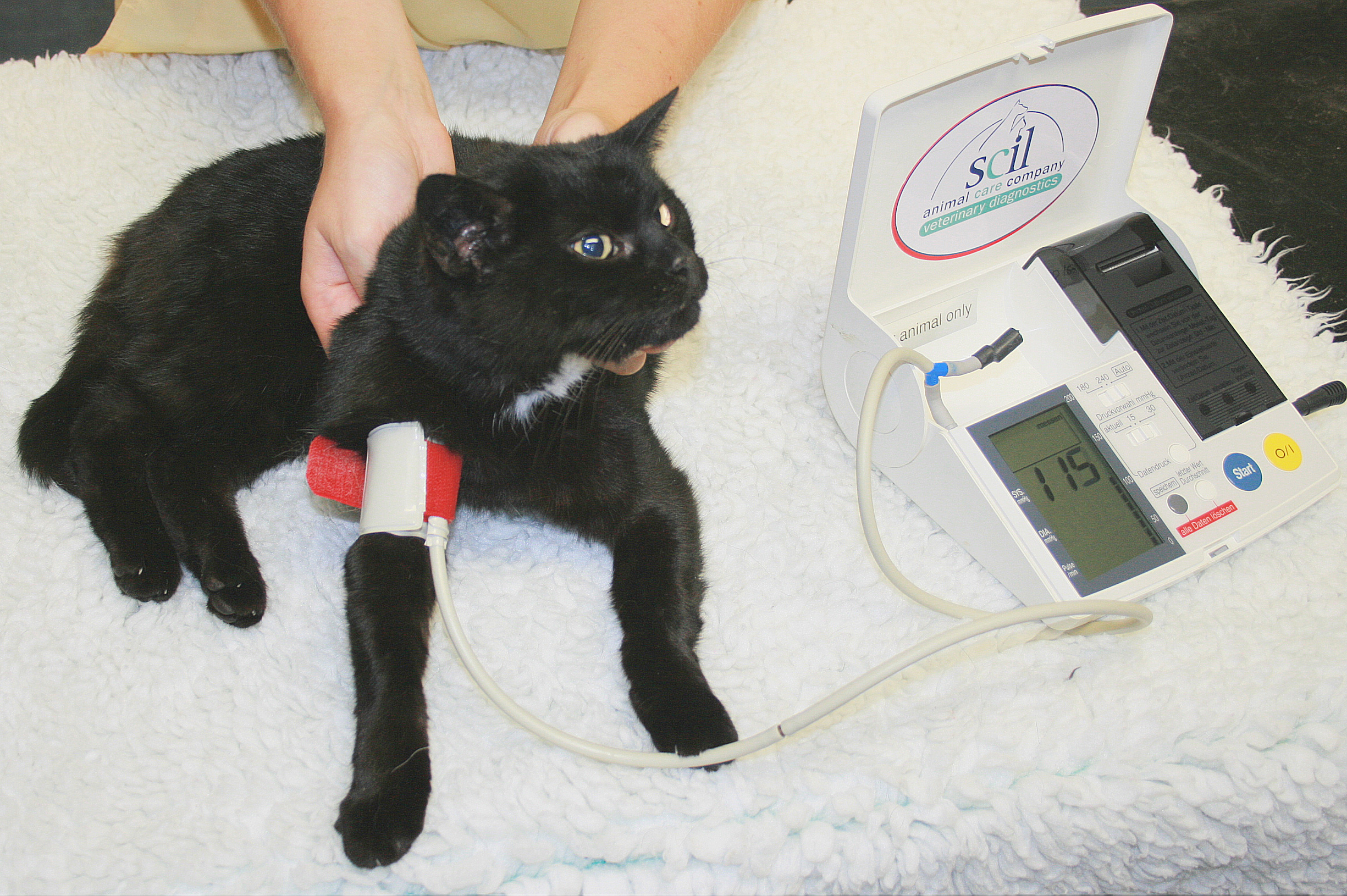
Medición de la presión arterial en un gato.

Más del 60 % de los gatos con enfermedad renal desarrollan hipertensión arterial. El amlodipino o el atenolol son los principales fármacos utilizados para el tratamiento. Si el efecto reductor de la presión arterial de estos agentes no es suficiente, puede administrarse además un inhibidor de la ECA como el benazepril, el enalapril o el ramipril. La administración de un inhibidor de la ECA por sí sola no suele conducir a una reducción suficiente de la presión arterial pero puede ralentizar la progresión de la enfermedad hasta el estadio III.
En el estadio IV, los inhibidores de la ECA se consideran relativamente contraindicados. De estos agentes, el benazepril y el ramipril están actualmente aprobados para los gatos en Alemania; todos los demás deben ser reclasificados. Desde 2014, el antagonista de los receptores de la angiotensina II,  telmisartán, también ha sido aprobado para el tratamiento de la hipertensión y la proteinuria en gatos. El telmisartán puede reducir significativamente el grado de proteinuria. La tendencia a la hipertensión puede reducirse dietéticamente reduciendo el contenido de sodio del alimento.

#### Anemia
Para combatir la anemia, es especialmente útil añadir hierro al pienso en forma de compuestos orgánicos de hierro o sulfato ferroso. El contenido de hierro en el alimento debe ser ligeramente superior al necesario de mantenimiento de 5 mg/MJ. Si el hematocrito sigue bajando, están indicadas las transfusiones de sangre. Los esteroides anabólicos para aumentar la formación de sangre nueva son de acción lenta en los gatos y su beneficio es dudoso. La eritropoyetina humana recombinante puede estar indicada cuando el hematocrito es < 20 %. Sin embargo, el tratamiento es caro y alrededor de un tercio de todos los gatos forman anticuerpos contra esta sustancia activa, lo que provoca una anemia que ya no puede tratarse. Con la darbepoetina, el riesgo de formación de anticuerpos es aparentemente mucho menor, también tiene una vida media plasmática más larga y es más potente.

#### Tracto gastrointestinal
Las consecuencias secundarias de la uremia en el tracto gastrointestinal de los gatos son principalmente la fibrosis y la mineralización de la mucosa gástrica, pero no las úlceras gástricas, por lo que los bloqueadores de la acidez gástrica, como el omeprazol, que se han recomendado durante mucho tiempo para la terapia, deben reconsiderarse críticamente. La mirtazapina ha demostrado ser eficaz para estimular el apetito y reducir las náuseas urémicas.

### Trasplante de riñón
El trasplante de riñón sólo es posible en unos pocos centros especializados y es muy costoso. Los requisitos básicos son una insuficiencia renal descompensada en las primeras fases que ya no responda al tratamiento convencional, una pérdida de peso previa no superior al 20 %, la ausencia de enfermedades concomitantes graves y pruebas negativas para infecciones víricas crónicas como la leucemia felina o el síndrome de inmunodeficiencia felina. Tampoco tendría que haber habido en un pasado reciente infecciones del tracto urinario.

## Interacciones con otros tratamientos
Dado que el riñón es un órgano excretor importante también para numerosos fármacos, la enfermedad renal crónica debe tenerse en cuenta en el tratamiento farmacológico de otras enfermedades. Por ejemplo, la vida media plasmática puede prolongarse considerablemente (por ejemplo, en el caso de muchos antibióticos) y la dosis debe reducirse en consecuencia. Los agentes que sólo pueden administrarse con precaución en gatos con enfermedad renal incluyen atenolol, carbimazol, clorotiazida, la digoxina y el metimazol.

## Perspectivas del tratamiento
No es posible restaurar las nefronas perdidas, por lo que todas las medidas terapéuticas sólo aumentan la calidad y la esperanza de vida. Las perspectivas de tratamiento dependen en gran medida del grado de azotemia, de la pérdida de proteínas en la orina, de la hiperfosfatemia y de la uremia, así como del hematocrito. Los pronósticos de progresión de la ERC en el estadio 2, son el hematocrito bajo y la elevada relación orina-proteína-creatinina, y en el estadio 3, la hiperfosfatemia. El tiempo medio de supervivencia en un estudio reciente en gatos en estadio IIb fue de 1151, estadio III 778 y estadio IV solo 103 días. El uso constante de dietas renales bajas en fosfato muestra buenos resultados hasta el estadio III. Si las medidas tomadas no responden, la única opción en la enfermedad renal avanzada suele ser la eutanasia.